# Gremlins 2: The New Batch (videogioco 1990 Amiga)
Gremlins 2: The New Batch è un videogioco a piattaforme pubblicato nel 1990 per diversi home computer a 8 e 16 bit, basato sul film Gremlins 2 - La nuova stirpe. Il giocatore controlla Billy Peltzer, protagonista anche del film, mentre attraversa il palazzo della Clamp infestato dai gremlin per raccogliere alcuni oggetti che gli permetteranno di realizzare la scena finale del film in cui i gremlin muoiono fulminati.
Altri tre titoli omonimi uscirono in quel periodo per NES, Game Boy e DOS, ma sono giochi molto diversi.

## Modalità di gioco
Il gioco è un platform con componenti sparatutto, con visuale bidimensionale di profilo, ambientato nelle varie zone del palazzo della Clamp.
Le versioni Spectrum, Amstrad e MSX, che hanno grafica più semplice, sono a scorrimento orizzontale, mentre le altre sono a schermate fisse multiple, che cambiano quando il protagonista raggiunge il bordo dello schermo.
Billy può correre orizzontalmente, saltare, abbassarsi e sparare illimitatamente. Ha una sola arma alla volta in dotazione, inizialmente una torcia elettrica, ma può acquisirne di più potenti, sia raccogliendo power-up sia acquistandole al termine di ogni livello spendendo i crediti raccolti. Si tratta sempre di armi improprie, come pomodori o telefoni da lanciare, ma ugualmente letali. Altri power-up danno bonus vari, tra cui il temporaneo aiuto del mogwai Gizmo che si paracaduta e combatte alla Rambo.
I nemici ovviamente sono i gremlin, che appaiono in continuazione con varie forme e metodi di spostamento e attacco, compresi i gremlin mutati in laboratorio, come il gremlin volante e la gremlin vamp.

## Accoglienza
Il gioco ricevette recensioni miste sulla stampa dell'epoca, anche molto buone o decisamente negative. Generalmente comunque era molto apprezzata la grafica, mentre tra i difetti vengono evidenziati la scarsa originalità della meccanica di gioco e un eccessivo livello di difficoltà.